# 11 Pułk Strzelców Konnych (Cesarstwo Niemieckie)

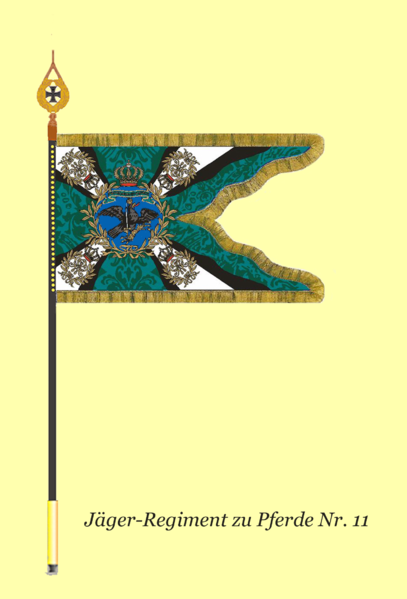
Sztandar pułku

11 pułk strzelców konnych (niem. Jäger-Regiment zu Pferde Nr. 11) – pułk kawalerii niemieckiej okresu Cesarstwa Niemieckiego.
Pułk sformowany 1 października 1913. Stałym garnizonem tej jednostki były miasta Lubliniec (Lublinitz) i Tarnowskie Góry (Tarnowitz). Oddział wchodził w skład VI Korpusu Armijnego .

 Wiosną 1914 był w strukturze 44 Brygady Kawalerii z 12  Dywizji Piechoty.
W wyniku mobilizacji, w sierpniu 1914 pułk osiągnął gotowość bojową i w składzie 11 Dywizji Piechoty z VI Korpusu Armijnego został wysłany na front zachodni.

## Podporządkowanie
- VI Korpus Armijny – Wrocław (Breslau)
  - 12 Dywizja Piechoty (12. Infanteriedivision) – Nysa (Neisse)
    - 44 Brygada Kawalerii (44. Kavalleriebrigade) – Gliwice (Gleiwitz)
      - 11 pułk strzelców konnych – Lubliniec i Tarnowskie Góry